# Chapelle Saint-Thomas-d'Aquin
La chapelle Saint Thomas d’Aquin est la chapelle de l'école Saint-Thomas d'Aquin-Veritas fondée en 1833 à Oullins. 

## Histoire
Une première chapelle est construite en 1836 mais elle est rapidement trop petite pour le lycée et le projet d'un édifice plus grand émerge. Les travaux commencent en 1861, l'architecte choisi n'est autre que le très lyonnais Pierre Bossan l'architecte de la Basilique Notre-Dame de Fourvière. 
Les décors de la chapelle sont classés au titre des monuments historiques par arrêté du 28 décembre 1978 ; Le reste de la chapelle est inscrit par arrêté du 12 mars 2010.

## Style
Dans cette chapelle il développe un style très caractéristique, mêlant références romanes et byzantine dans un esprit  éclectique, tranchant avec son approche plus rationaliste de ses premières années comme à l'église Saint-Georges de Lyon ou à église Saint-Maurice de Couzon-au-Mont-d'Or respectivement néogothique et néo-romane.